# Alessandria Unione Sportiva 1934-1935
Questa pagina raccoglie le informazioni riguardanti l'Alessandria Unione Sportiva nelle competizioni ufficiali della stagione 1934-1935.

## Stagione
Con una situazione societaria finalmente stabilizzata (fu il primo dei tre anni di Otello Finzi alla presidenza) l'Alessandria nell'estate del 1934 tradì forse per la prima volta il dilettantismo delle origini per gestire una vera e propria campagna acquisti: l'acquisto più prestigioso fu quello di Mario Celoria, promettente interno proveniente dal retrocesso Casale. Per la panchina fu scelto Otto Krappan, esordiente in massima serie, già al Legnano e al Vicenza in Serie B.
In questa stagione la vena realizzativa di Cattaneo e Riccardi (rispettivamente 16 e 8 reti) sopperì alla carenza di attaccanti di ruolo (Marchina era passato allo Spezia e il giovane Bocchio fu mandato in prestito alla Pistoiese) e il campionato si svolse in maniera tranquilla: con 12 vittorie, 5 pareggi e 13 sconfitte fu raggiunto il settimo posto, a pari merito con Napoli e Palermo.

## Divise
| 1ª maglia |

## Organigramma societario
Area direttiva
- Presidente: Otello Finzi
- Presidente onorario: Guido di San Marzano
- Vicepresidenti: S. Menghi e M. Torre

Area organizzativa
- Segretario: Antonio Massobrio
- Segretario amministrativo: G. Agosta
- Cassiere: Vittorino Grignolio

Area tecnica
- Direttore tecnico: Amilcare Savojardo
- Allenatore: Otto Krappan, dal 15 febbraio Rudolf Soutschek

Area sanitaria
- Massaggiatore: Giovanni Bo

## Rosa
| N. |                   | Ruolo | Calciatore        |
| -- | ----------------- | ----- | ----------------- |
|    | Italia (bandiera) | P     | Teresio Chiodi    |
|    | Italia (bandiera) | P     | Vittorio Mosele   |
|    | Italia (bandiera) | D     | Giuseppe Fenoglio |
|    | Italia (bandiera) | D     | Umberto Lombardo  |
|    | Italia (bandiera) | D     | Giuseppe Turino   |
|    | Italia (bandiera) | C     | Oreste Barale     |
|    | Italia (bandiera) | C     | Michele Borelli   |
|    | Italia (bandiera) | C     | Ubaldo Coppo      |
|    | Italia (bandiera) | C     | Gino Costenaro    |
|    | Italia (bandiera) | C     | Settimo Gastaldi  |

| N. |                   | Ruolo | Calciatore        |
| -- | ----------------- | ----- | ----------------- |
|    | Italia (bandiera) | C     | Luigi Milano      |
|    | Italia (bandiera) | C     | Giovanni Riccardi |
|    | Italia (bandiera) | C     | Bruno Vale        |
|    | Italia (bandiera) | A     | Giorgio Borgo     |
|    | Italia (bandiera) | A     | Renato Cattaneo   |
|    | Italia (bandiera) | A     | Mario Celoria     |
|    | Italia (bandiera) | A     | Carlo Garbarino   |
|    | Italia (bandiera) | A     | Mario Gardini     |
|    | Italia (bandiera) | A     | Alfredo Notti     |

## Risultati

### Serie A

#### Girone di andata
| Arbitro: | Pizziolo (Firenze) |

|  |           |              |
|  | Marcatori | 41’ Cattaneo |

| Arbitro: | Turbiani (Ferrara) |

|                        |           |                        |
| Notti 44’ Riccardi 53’ | Marcatori | 58’ Poggi II 79’ Patri |

| Arbitro: | Ciamberlini (Sampierdarena) |

|                      |           |              |
| Baldi III 37’ Bo 64’ | Marcatori | 53’ Cattaneo |

| Arbitro: | Bevilacqua (Viareggio) |

|                     |           |                            |
| Cattaneo 46’ (rig.) | Marcatori | 26’ Bisigato 29’ Fantoni I |

| Milano 4 novembre 1934 5ª giornata | Ambrosiana-Inter   | 0 – 0 referto | Alessandria | Arena Civica\| Arbitro: \| Pizziolo (Firenze) \| |
| Arbitro:                           | Pizziolo (Firenze) |               |             |                                                  |

| Arbitro: | Caironi (Milano) |

|                                               |           |                     |
| Barale 17’ Celoria 50’ Cattaneo 55’ Notti 80’ | Marcatori | 86’ (aut.) Lombardo |

| Arbitro: | Sassi (Roma) |

|                                 |           |              |
| Rocco 20’ Mian 77’ Colaussi 82’ | Marcatori | 36’ Gastaldi |

| Arbitro: | Gianelli (Genova) |

|                       |           |  |
| Gardini 15’ Notti 66’ | Marcatori |  |

| Arbitro: | Turbiani (Ferrara) |

|                                         |           |                          |
| Celoria 2’ Cattaneo 4’ (rig.), 52’, 55’ | Marcatori | 60’ Bonesini 89’ Autelli |

| Arbitro: | Dattilo (Roma) |

|                                             |           |              |
| Borel II 6’ Cesarini 46’, 71’ Serantoni 64’ | Marcatori | 28’ Riccardi |

| Arbitro: | Mastellari (Bologna) |

|              |           |                                                                        |
| Gastaldi 20’ | Marcatori | 16’ Costantino 48’ Scopelli 49’, 55’, 59’ Guaita 68’ (rig.) Frisoni II |

| Arbitro: | Mazza (Genova) |

|                         |           |                           |
| Rossi 11’ Silvestri 31’ | Marcatori | 55’ Cattaneo 88’ Riccardi |

| Arbitro: | Barlassina (Novara) |

|                          |           |               |
| Riccardi 1’ Cattaneo 16’ | Marcatori | 60’ Romagnolo |

| Arbitro: | Ciamberlini (San Pier d'Arena) |

|                                    |           |               |
| Viani II 9’, 60’, 82’ Nehadoma 32’ | Marcatori | 77’ Garbarino |

| Arbitro: | Dattilo (Roma) |

|              |           |  |
| Gastaldi 37’ | Marcatori |  |

#### Girone di ritorno
| Arbitro: | Mazzarini (Roma) |

|                                         |           |                             |
| Notti 24’ Cattaneo 28’, 48’, 59’ (rig.) | Marcatori | 13’ Vojak I 50’ Sallustro I |

| Arbitro: | Salvagno (Trieste) |

|                           |           |             |
| Cappellini 10’ Comini 23’ | Marcatori | 38’ Celoria |

| Arbitro: | Bevilacqua (Viareggio) |

|                                     |           |  |
| Riccardi 2’ Cattaneo 86’ Milano 87’ | Marcatori |  |

| Arbitro: | Gonani (Ravenna) |

|  |           |           |
|  | Marcatori | 80’ Notti |

| Arbitro: | Dattilo (Roma) |

|            |           |                                  |
| Milano 34’ | Marcatori | 19’ Demaria 37’, 60’ De Vincenzi |

| Arbitro: | Mastellari (Bologna) |

|              |           |  |
| Arcari IV 5’ | Marcatori |  |

| Arbitro: | Moretti (Genova) |

|                                     |           |  |
| Riccardi 23’ Notti 35’ Cattaneo 57’ | Marcatori |  |

| Arbitro: | Caironi (Milano) |

|                              |           |                                     |
| Spivach 11’, 15’ Sansone 75’ | Marcatori | 32’ Riccardi 50’ Cattaneo 69’ Notti |

| Arbitro: | Gianni (Pisa) |

|                                    |           |  |
| Blasevich 40’ Piccaluga 42’ (rig.) | Marcatori |  |

| Alessandria 28 aprile 1935 25ª giornata | Alessandria       | 0 – 0 referto | Juventus | Campo del Littorio\| Arbitro: \| Gianelli (Genova) \| |
| Arbitro:                                | Gianelli (Genova) |               |          |                                                       |

| Arbitro: | Scarpi (Dolo) |

|                                        |           |  |
| Guaita 32’ Scopelli 80’ Costantino 88’ | Marcatori |  |

| Arbitro: | Bonivento (Venezia) |

|                            |           |               |
| Costenaro 61’ Cattaneo 74’ | Marcatori | 5’ Arcari III |

| Arbitro: | Casati (Como) |

|               |           |  |
| Caligaris 32’ | Marcatori |  |

| Arbitro: | Mastellari (Bologna) |

|                           |           |  |
| Riccardi 12’ Gastaldi 42’ | Marcatori |  |

| Arbitro: | Pizziolo (Firenze) |

|             |           |  |
| Bianchi 44’ | Marcatori |  |

## Statistiche

### Statistiche di squadra
| Competizione | Punti | In casa | In casa | In casa | In casa | In casa | In casa | In trasferta | In trasferta | In trasferta | In trasferta | In trasferta | In trasferta | Totale | Totale | Totale | Totale | Totale | Totale | DR |
| Competizione | Punti | G       | V       | N       | P       | Gf      | Gs      | G            | V            | N            | P            | Gf           | Gs           | G      | V      | N      | P      | Gf     | Gs     | DR |
| ------------ | ----- | ------- | ------- | ------- | ------- | ------- | ------- | ------------ | ------------ | ------------ | ------------ | ------------ | ------------ | ------ | ------ | ------ | ------ | ------ | ------ | -- |
| Serie A      | 29    | 15      | 10      | 2       | 3       | 30      | 22      | 15           | 2            | 3            | 10           | 14           | 26           | 30     | 12     | 5      | 13     | 44     | 48     | -4 |

### Statistiche dei giocatori[3][4]
| Giocatore    | Serie A  | Serie A |
| Giocatore    | Presenze | Reti    |
| ------------ | -------- | ------- |
| O. Barale    | 27       | 1       |
| M. Borelli   | 27       | 0       |
| G. Borgo     | 6        | 0       |
| R. Cattaneo  | 29       | 16      |
| M. Celoria   | 26       | 3       |
| T. Chiodi    | 1        | 0       |
| U. Coppo     | 1        | 0       |
| G. Costenaro | 24       | 1       |
| G. Fenoglio  | 26       | 0       |
| C. Garbarino | 2        | 1       |
| M. Gardini   | 17       | 1       |
| S. Gastaldi  | 23       | 4       |
| U. Lombardo  | 15       | 0       |
| L. Milano    | 26       | 2       |
| V. Mosele    | 29       | -48     |
| A. Notti     | 22       | 7       |
| G. Riccardi  | 25       | 8       |
| G. Turino    | 3        | 0       |
| B. Vale      | 1        | 0       |